# Ibadat Khana

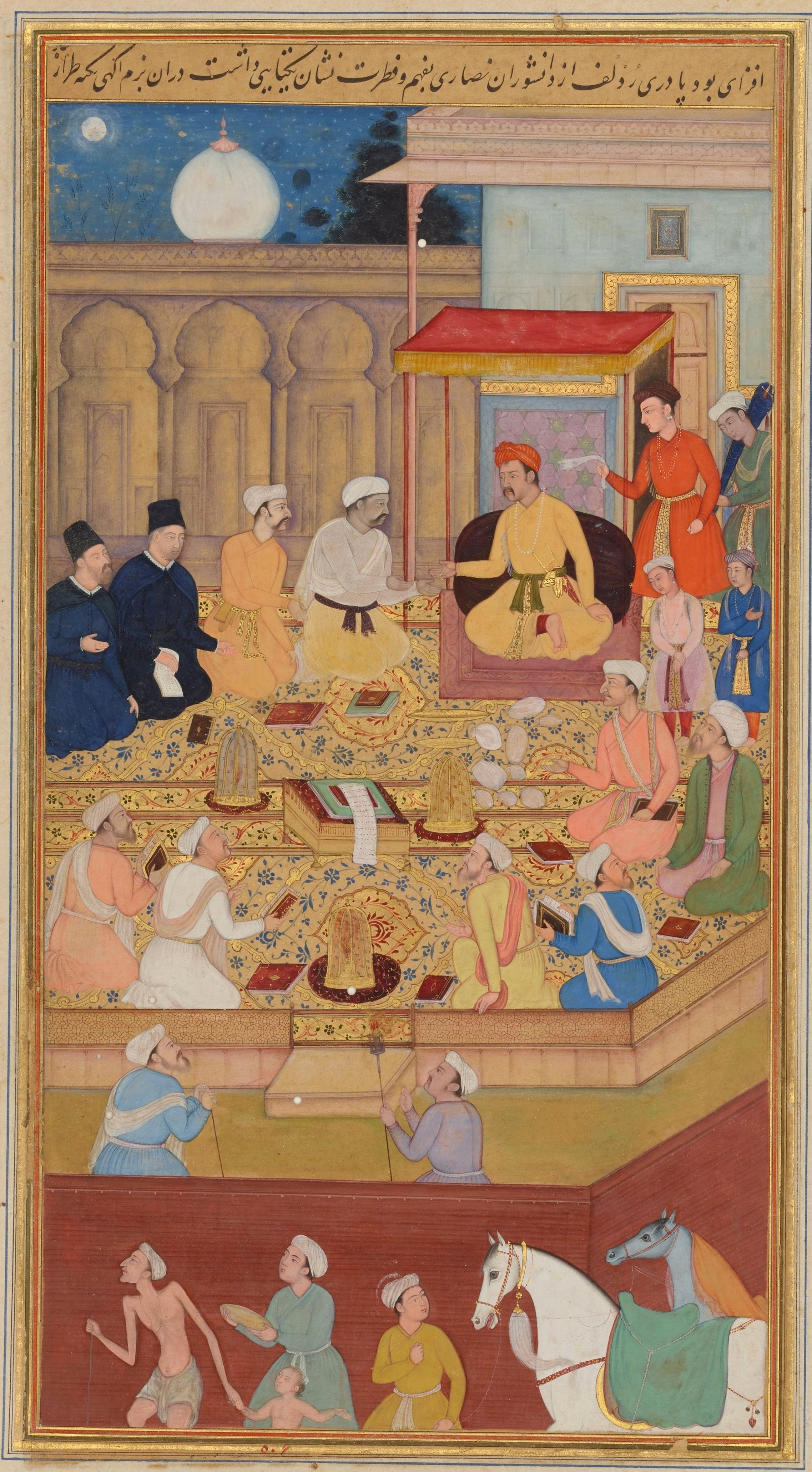
L'imperatore Akbar presiede un'assemblea religiosa nell'Ibādat Khāna; i due uomini vestiti di nero sono i missionari gesuiti Rodolfo Acquaviva e Francisco Henriques. Illustrazione dell'Akbarnama di Nar Singh, c. 1605.

L'Ibādat Khāna (Casa di culto) era una casa di riunione costruita, nel 1575, dall'imperatore Moghul, Akbar, a Fatehpur Sikri per riunire capi spirituali di diversi movimenti religiosi in modo da condurre una discussione sugli insegnamenti dei rispettivi capi religiosi.
In questo luogo, invitava mistici, intellettuali e teologi selezionati e teneva discussioni su temi religiosi e spirituali. Invitava studiosi appartenenti a varie religioni come l'induismo, l'islam, lo zoroastrismo, il cristianesimo e persino gli atei e conduceva dibattiti religiosi con queste persone che visitavano l'Ibadat Khana e discutevano del loro credo religioso con Akbar. Il risultato di queste discussioni nella Sala della Preghiera li portava alla conclusione che tutte le religioni conducono allo stesso obiettivo.

## Sfondo storico
Akbar costruì l'Ibādat Khāna come sede di dibattito. Incoraggiò a partecipare indù, cattolici romani, zoroastriani, giainisti, buddisti, sikh e persino atei. Leader religiosi e filosofi di tutto questo impero diversificato, così come quelli di passaggio, venivano invitati alle discussioni serali di Akbar del giovedì. Le inclinazioni spirituali di Akbar furono in larga misura stimolate dall'esempio di Sulaiman Kirani, un passato sovrano del Bengala, che si diceva trascorresse le notti in compagnia di oltre un centinaio di uomini spirituali razionali. Akbar voleva anche affinare la sua presa teologica perché gli era stato detto dell'imminente arrivo alla sua corte di Mirza Sulaiman di Badakshan, un sufi con una predilezione per i dibattiti spirituali.

### Fede del Divino
Alla fine del 1580, Akbar iniziò un tentativo di riconciliare le differenze di tutte le religioni creando una nuova fede, la Din-i-Ilahi ("Fede del Divino"), che incorporava entrambe le versioni panteistiche del sufismo islamico (in particolare la dottrina di Ibn Arabi del Wahdat al wajood o Unità dell'esistenza) e bhakti o movimenti devozionali dell'induismo. Anche alcuni elementi del cristianesimo (come le croci), dello zoroastrismo (cerimonie del fuoco) e del giainismo furono amalgamati nella nuova religione. Akbar fu fortemente influenzato dagli insegnamenti di Jain Ācārya Hir Vijay Suri e Jin Chandra Suri e rinunciò al cibo non vegetariano a causa della loro influenza. Dichiarò Amari o la non uccisione di animali nei giorni sacri dei giainisti come Paryushan e Mahavir Jayanti. Annullò la tassa Jizya dai luoghi di pellegrinaggio giainista come Palitana.
Questa fede, tuttavia, non era per le masse. In effetti, gli unici "convertiti" a questa nuova religione erano l'alta nobiltà della corte di Akbar. Gli storici sono stati finora in grado di identificare solo 18 membri di questa nuova religione.
Alfred Tennyson, nella poesia di Lord Tennyson Akbar's Dream loda l'Ibādat Khāna, attribuendo tolleranza e umanità alla sua "Fede Divina", mentre implicitamente critica l'intolleranza del cristianesimo protestante britannico del XIX secolo.

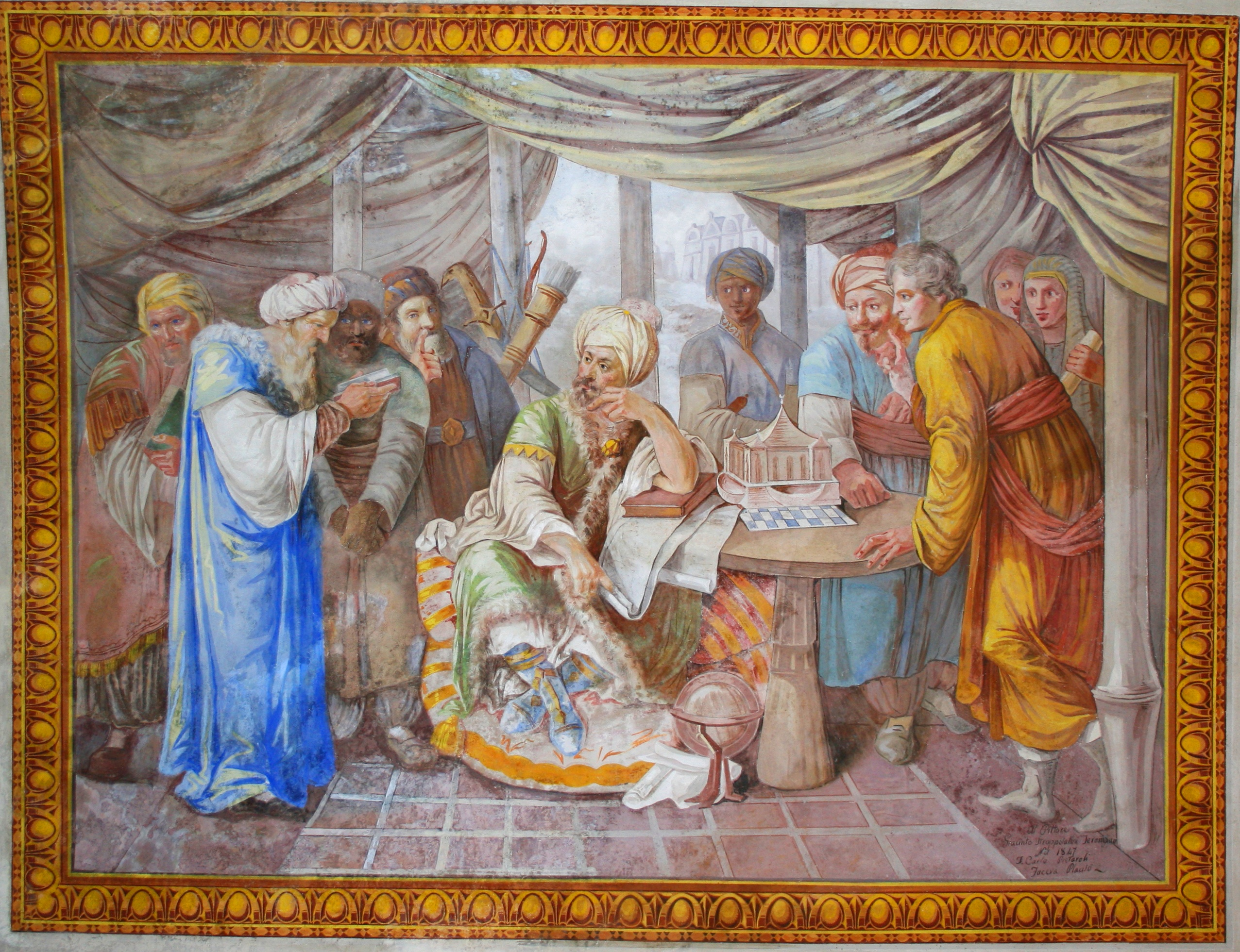
Un dipinto raffigurante le scene dell'Ibādat Khana.

## Scoperta di Ibadat Khana
Diversi archeologi e storici avevano idee diverse sulla posizione dell'Ibadat Khana. Saeed Ahmed Mararavi, seguito da Athar Abbas Rizvi e Vincent Flynn hanno suggerito che il tumulo tra la Moschea Jama e Mahal di Jodha Bai sia il sito dell'Ibadat Khana. Tuttavia, non avevano prove tangibili a sostegno della loro tesi. All'inizio degli anni 1980, K.K. Muhammed, che lavorava con il Prof. R.C. Gaur della Aligarh Muslim University, scavò il tumulo e trovò i gradini, le piattaforme e il muro di cinta, che corrispondevano al dipinto di Ibadat Khana del periodo di Akbar.